# Oedipina pseudouniformis
Oedipina pseudouniformis é uma espécie de salamandra da família Plethodontidae.
Pode ser encontrada na Costa Rica e Nicarágua.
Os seus habitats naturais são: florestas subtropicais ou tropicais húmidas de baixa altitude, regiões subtropicais ou tropicais húmidas de alta altitude, plantações  e florestas secundárias altamente degradadas.
Está ameaçada por perda de habitat.